# Corentin Martins
Pour les articles homonymes, voir Martins.
Corentin Martins, né le 11 juillet 1969 à Brest, est un footballeur international et entraîneur de football français.
Joueur emblématique de l'AJ Auxerre, où il remporte le championnat de France en 1996 et la Coupe de France en 1994 et en 1996.
Devenu entraîneur, Martins prend les rênes du Stade brestois 29 à trois reprises puis est nommé sélectionneur de la Mauritanie, poste qu'il occupe de 2014 à 2021.

## Biographie

### Les débuts en Bretagne
Il est né à Brest, dans le Finistère, en 1969, de parents portugais. Il débute à 6 ans au PL Bergot, puis passe par l'AS Brestoise avant de signer son premier contrat professionnel avec le Brest Armorique en 1988. Sa première saison avec le club breton est blanche : Martins ne participe à aucun match de son équipe. Il débute lors de la saison 1989-1990, et ne tarde pas à se faire une place au sein de l'effectif : le 30 août 1989, il joue son premier match en championnat, qui sera une défaite 3-0 de Brest contre les Girondins de Bordeaux. Il participe à 28 matchs de championnat et marque un but. Néanmoins, c'est lors de la saison 1990-1991 que le Brestois se révèle. Il prend part à 36 matchs de championnat et inscrit deux buts. Ses performances sont remarquées par Auxerre qui le fait signer en 1991.

### Capitaine emblématique d'Auxerre
Les débuts de Corentin Martins avec l'AJ Auxerre sont timides. Lors de sa première saison au club, il ne prend part qu'à 17 matchs toutes compétitions confondues. Le milieu de terrain s'acclimate peu à peu au sein de l'équipe pendant la saison 1992-1993. Il se fait remarquer en compétition européenne où il livre une belle prestation. Le 3 mars 1993, en quarts de finale de la Coupe UEFA, l'AJA reçoit la grande équipe de l'Ajax Amsterdam alors composée de joueurs comme Dennis Bergkamp ou Jari Litmanen. Lors de ce match mythique, Martins se démarque en inscrivant un but somptueux sur coup franc, qui lui vaut la comparaison avec le grand tireur de coups de pied arrêtés français Michel Platini. Auxerre s'impose finalement 4-2 et parvient à se qualifier en demi-finale de la compétition. L'exploit est d'autant plus retentissant que le club est sur une série de sept matchs sans victoires en championnat. En demi-finale aller, les Français sont défaits 2-0 par les Allemands du Borussia Dortmund. Le match retour voit les Ajaïstes inscrire deux buts et mettre les deux équipes à égalité. Le Borussia finit par s'imposer aux tirs au but, mais l'épopée de l'AJA restera gravée dans les mémoires. Dès lors, le milieu offensif s'impose définitivement dans le club bourguignon où il devient capitaine. Grâce à ses bonnes performances en club, Martins est convoqué pour la première fois avec les Bleus. La saison 1993-1994 est prolifique pour Corentin Martins, qui marque à dix reprises en championnat mais ne parvient pas à rééditer l'exploit de la saison précédente en Coupe UEFA. La saison 1995-1996 est celle de la consécration pour Martins qui inscrit 13 buts en championnat. Pilier de l'AJ Auxerre, Corentin Martins remporte avec ce club le Championnat de France 1996 et les Coupes de France 1994 et 1996.

### Passage à La Corogne
En 1996, à l'issue de sa belle saison avec Auxerre, ses belles performances en France lui ouvrent la porte de nombreux clubs. En 1996, il s'engage avec le club espagnol du Deportivo La Corogne. Sa saison 1996-1997 est réussie et le milieu offensif montre toute l'ampleur de son talent : 13 buts en championnat. Néanmoins, la seconde saison en Espagne est plus difficile, le Français ne prenant part qu'à un match en Coupe UEFA : il quittera rapidement l'Espagne.

### Retour difficile en France
En janvier 1998, il revient en France et rejoint le club alsacien du RC Strasbourg pour une saison et demie
En juillet 1999, Corentin Martins rejoint les Girondins de Bordeaux où il a pour mission de faire oublier le flamboyant Ali Benarbia, parti au PSG. Une fois de plus, il ne s'éternise pas et quitte le club bordelais à la fin de la saison, sur un constat d'échec.

### RC Strasbourg
En 2000, Martins revient au RC Strasbourg. Le club lui attribue le numéro 10. Il devient le maître à jouer de l'équipe alsacienne, et retrouve peu à peu le niveau qui était le sien à Auxerre. En 2001, il remporte sa troisième Coupe de France face à Amiens, en portant le brassard de capitaine. Il reste avec ce club jusqu'en 2004. Il est notamment cité aux côtés de 20 autres « légendes » du Racing Club de Strasbourg, dans le livre Ils ont fait la légende du Racing de Julien Thomas (paru en 2023), journaliste aux Dernières Nouvelles d'Alsace (DNA).
En 2022, le magazine So Foot le classe dans le top 1000 des meilleurs joueurs du championnat de France, à la 94e place.

### Fin de carrière
En 2004, Corentin Martins quitte l'Alsace pour se diriger vers Clermont Foot. En fin de carrière, il joue très peu de matchs avec les Clermontois durant la saison 2004-2005 en raison d'un problème à la hanche gauche. À l'issue de cette saison, il part à la retraite, après 17 ans de carrière professionnelle.

### En sélection
En décembre 1991, le sélectionneur du Portugal Carlos Queiroz lui propose d'intégrer la sélection portugaise en raison de ses origines lusitaniennes mais Martins « botte en touche ».
Martins est convoqué pour la première fois avec l'équipe de France en 1993. Il prend notamment part à l'Euro 1996 où les Bleus sont défaits en demi-finale par la République tchèque.
Il doit faire face à l'arrivée d'un jeune talent du nom de Zinédine Zidane qui occupe le même poste de milieu offensif que lui. Comme un symbole, Zidane remplace Martins lors de sa toute première sélection.

### Carrière d'entraîneur
En juillet 2006, il obtient le BEES 2e degré.
Corentin Martins est nommé directeur sportif du Stade brestois 29 en 2007. Fin 2008, il assure l'intérim sur le banc d'entraîneur avant l'arrivée du duo Gérald Baticle-André Guesdon.
Le 26 avril 2012, Alex Dupont est limogé du poste d'entraîneur et les dirigeants du Stade brestois décident de le remplacer par Martins, qui quitte de ce fait son poste de directeur sportif, jusqu'à la fin de la saison.
Le 2 avril 2013, à la suite d'une défaite qui place le Stade brestois en position de relégable à huit matchs de la fin, Landry Chauvin est limogé. Le président du club, Michel Guyot, fait de nouveau appel à Corentin Martins pour sauver le club. Mais cette opération de maintien échoue avec une série de huit défaites d'affilée plaçant le club bon dernier de Ligue 1. Le club est relégué en Ligue 2.
Corentin Martins est nommé sélectionneur de la Mauritanie en octobre 2014,.
Le 2 février 2015, Martins gagne le procès contre son ancien club de Brest, après avoir porté plainte pour son licenciement en 2013 « dépourvu de cause réelle et sérieuse » selon le conseil de prud'hommes. Il reçoit 466 000 euros de la part du club breton.
Lors de la première journée des qualifications de la CAN 2017, la Mauritanie s'incline contre le Cameroun malgré un match sérieux de leur part. Martins se dit satisfait des « efforts » de l'équipe.
En janvier 2017, Martins est prolongé au poste de sélectionneur de la Mauritanie pour deux ans, jusqu'au 1er janvier 2019. En octobre 2021, il est remercié après un match nul contre la Tunisie en éliminatoires de la Coupe du monde 2022. Martins paye une série de résultats négatifs dans ces éliminatoires, avec trois défaites et un nul, qui empêche la Mauritanie de se qualifier pour le Mondial. Il a dirigé les Mourabitounes sept ans et obtenu des qualifications pour la CAN 2019 et 2021.
En janvier 2023, Corentin Martins quitte son poste de sélectionneur de la Libye après un accord à l'amiable.
En janvier 2025, il est annoncé comme le nouveau sélectionneur responsable de l'équipe de Madagascar.

## Style de jeu
Martins est souvent comparé à Alain Giresse pour sa vivacité, sa technique et sa taille. Il est considéré comme l'un des meilleurs milieux offensifs français des années 1990.

## Statistiques

### Joueur
| Saison                | Club                  | Championnat           | Championnat | Championnat | Coupe nationale | Coupe nationale | Coupe de la Ligue | Coupe de la Ligue | Supercoupe | Supercoupe | Compétition(s) continentale(s) | Compétition(s) continentale(s) | Compétition(s) continentale(s) | France | France | Total | Total |
| Saison                | Club                  | Division              | M.          | B.          | M.              | B.              | M.                | B.                | M.         | B.         | Comp.                          | M.                             | B.                             | M.     | B.     | M.    | B.    |
| 1989-1990             | Brest Armorique FC    | Division 1            | 28          | 1           | 2               | 0               | -                 | -                 | -          | -          | -                              | -                              | -                              | -      | -      | 30    | 1     |
| 1990-1991             | Brest Armorique FC    | Division 1            | 36          | 2           | 3               | 1               | -                 | -                 | -          | -          | -                              | -                              | -                              | -      | -      | 39    | 3     |
| Sous-total            | Sous-total            | Sous-total            | 64          | 3           | 5               | 1               | -                 | -                 | -          | -          | -                              | -                              | -                              | -      | -      | 69    | 4     |
| 1991-1992             | AJ Auxerre            | Division 1            | 15          | 3           | 2               | 0               | -                 | -                 | -          | -          | -                              | -                              | -                              | -      | -      | 17    | 3     |
| 1992-1993             | AJ Auxerre            | Division 1            | 38          | 6           | 1               | 0               | -                 | -                 | -          | -          | C3                             | 10                             | 3                              | 2      | 0      | 51    | 9     |
| 1993-1994             | AJ Auxerre            | Division 1            | 38          | 10          | 6               | 3               | -                 | -                 | -          | -          | C3                             | 2                              | 0                              | 5      | 1      | 51    | 14    |
| 1994-1995             | AJ Auxerre            | Division 1            | 38          | 6           | 3               | 0               | 1                 | 0                 | -          | -          | C2                             | 6                              | 1                              | 3      | 0      | 51    | 7     |
| 1995-1996             | AJ Auxerre            | Division 1            | 36          | 13          | 6               | 0               | 1                 | 0                 | -          | -          | C3                             | 4                              | 0                              | 3      | 0      | 50    | 13    |
| Sous-total            | Sous-total            | Sous-total            | 165         | 38          | 18              | 3               | 2                 | 0                 | -          | -          | -                              | 22                             | 4                              | 13     | 1      | 220   | 46    |
| 1996-1997             | Deportivo La Corogne  | Primera División      | 33          | 13          | 5               | 0               | -                 | -                 | -          | -          | -                              | -                              | -                              | 1      | 0      | 39    | 13    |
| 1997-1998             | Deportivo La Corogne  | Primera División      | 3           | 0           | -               | -               | -                 | -                 | -          | -          | C3                             | 1                              | 0                              | -      | -      | 4     | 0     |
| Sous-total            | Sous-total            | Sous-total            | 36          | 13          | 5               | 0               | -                 | -                 | -          | -          | -                              | 1                              | 0                              | 1      | 0      | 43    | 13    |
| 1997-1998             | RC Strasbourg         | Division 1            | 11          | 0           | -               | -               | -                 | -                 | -          | -          | -                              | -                              | -                              | -      | -      | 11    | 0     |
| 1998-1999             | RC Strasbourg         | Division 1            | 33          | 4           | 2               | 0               | 1                 | 0                 | -          | -          | -                              | -                              | -                              | -      | -      | 36    | 4     |
| 2000-2001             | RC Strasbourg         | Division 1            | 32          | 2           | 6               | 0               | -                 | -                 | -          | -          | -                              | -                              | -                              | -      | -      | 38    | 2     |
| 2001-2002             | RC Strasbourg         | Division 2            | 35          | 5           | 3               | 0               | 4                 | 0                 | 1          | 0          | C3                             | 2                              | 0                              | -      | -      | 45    | 5     |
| 2002-2003             | RC Strasbourg         | Ligue 1               | 36          | 8           | -               | -               | 1                 | 0                 | -          | -          | -                              | -                              | -                              | -      | -      | 37    | 8     |
| 2003-2004             | RC Strasbourg         | Ligue 1               | 21          | 2           | -               | -               | -                 | -                 | -          | -          | -                              | -                              | -                              | -      | -      | 21    | 2     |
| Sous-total            | Sous-total            | Sous-total            | 168         | 21          | 11              | 0               | 6                 | 0                 | 1          | 0          | -                              | 2                              | 0                              | -      | -      | 188   | 21    |
| 1999-2000             | Girondins de Bordeaux | Division 1            | 21          | 0           | 3               | 3               | 1                 | 0                 | -          | -          | C1                             | 9                              | 0                              | -      | -      | 34    | 3     |
| Sous-total            | Sous-total            | Sous-total            | 21          | 0           | 3               | 3               | 1                 | 0                 | -          | -          | -                              | 9                              | 0                              | -      | -      | 34    | 3     |
| 2004-2005             | Clermont Foot         | Ligue 2               | 2           | 0           | -               | -               | -                 | -                 | -          | -          | -                              | -                              | -                              | -      | -      | 2     | 0     |
| Sous-total            | Sous-total            | Sous-total            | 2           | 0           | -               | -               | -                 | -                 | -          | -          | -                              | -                              | -                              | -      | -      | 2     | 0     |
| Total sur la carrière | Total sur la carrière | Total sur la carrière | 456         | 75          | 42              | 7               | 9                 | 0                 | 1          | 0          | -                              | 34                             | 4                              | 14     | 1      | 556   | 87    |

### Buts internationaux
| 0   | Date         | Lieu                           | Compétition  | Résultat | Adversaire | Détail | Détail        | Détail | Sél. |
| --- | ------------ | ------------------------------ | ------------ | -------- | ---------- | ------ | ------------- | ------ | ---- |
| 1er | 22 mars 1994 | Stade de Gerland, Lyon, France | Match amical | V 3 - 1  | Chili      | 50e    | du pied droit | 3-1    | 6e   |

### Matchs internationaux
| Matchs internationaux de Corentin Martins | Matchs internationaux de Corentin Martins | Matchs internationaux de Corentin Martins       | Matchs internationaux de Corentin Martins | Matchs internationaux de Corentin Martins | Matchs internationaux de Corentin Martins | Matchs internationaux de Corentin Martins                                |
| #                                         | Date                                      | Lieu                                            | Adversaire                                | Résultat                                  | Compétition                               | Notes                                                                    |
| ----------------------------------------- | ----------------------------------------- | ----------------------------------------------- | ----------------------------------------- | ----------------------------------------- | ----------------------------------------- | ------------------------------------------------------------------------ |
| 1                                         | 27 mars 1993                              | Stade Ernst-Happel, Vienne, Autriche            | Autriche                                  | V 1 - 0                                   | Éliminatoires de la Coupe du monde 1994   | Entre en jeu à la place de Franck Sauzée à la 88e minute.                |
| 2                                         | 28 avril 1993                             | Parc des Princes, Paris, France                 | Suède                                     | V 2-1                                     | Éliminatoires de la Coupe du monde 1994   | Titulaire, remplacé par Bixente Lizarazu à la 90e minute.                |
| 3                                         | 28 juillet 1993                           | Stade Michel-d'Ornano, Caen, France             | Russie                                    | V 3 - 1                                   | Match amical                              | Titulaire, remplacé par Bixente Lizarazu à la 64e minute.                |
| 4                                         | 8 septembre 1993                          | Stade Ratina, Tampere, Finlande                 | Finlande                                  | V 2 - 0                                   | Éliminatoires de la Coupe du monde 1994   | Titulaire, remplacé par Reynald Pedros à la 72e minute.                  |
| 5                                         | 16 février 1994                           | Stade San Paolo, Naples, Italie                 | Italie                                    | V 1 - 0                                   | Match amical                              | Entre en jeu à la place de Marcel Desailly à la 90e minute.              |
| 6                                         | 22 mars 1994                              | Stade de Gerland, Lyon, France                  | Chili                                     | V 3 - 1                                   | Match amical                              | Entre en jeu à la place de Youri Djorkaeff à la 46e minute, puis buteur. |
| 7                                         | 25 mai 1994                               | Stade du Mémorial de l'Universiade, Kobé, Japon | Australie                                 | V 1 - 0                                   | Coupe Kirin 1994                          | Entre en jeu à la place de Christophe Dugarry à la 74e minute.           |
| 8                                         | 17 août 1994                              | Parc Lescure, Bordeaux, France                  | Tchéquie                                  | N 2 - 2                                   | Match amical                              | Titulaire, remplacé par Zinédine Zidane à la 63e minute.                 |
| 9                                         | 13 décembre 1994                          | Stade Hüseyin-Avni-Aker, Trabzon, Turquie       | Azerbaïdjan                               | V 2 - 0                                   | Éliminatoires de l'Euro 1996              | Entre en jeu à la place de Reynald Pedros à la 76e minute.               |
| 10                                        | 29 mars 1995                              | Stade Ramat Gan, Tel Aviv, Israël               | Israël                                    | N 0 - 0                                   | Éliminatoires de l'Euro 1996              | Titulaire, remplacé par Youri Djorkaeff à la 79e minute.                 |
| 11                                        | 22 juillet 1995                           | Ullevaal Stadion, Oslo, Norvège                 | Norvège                                   | N 0 - 0                                   | Match amical                              | Entre en jeu à la place de Christophe Cocard à la 73e minute.            |
| 12                                        | 27 mars 1996                              | Stade Roi Baudouin, Bruxelles, Belgique         | Belgique                                  | V 2 - 0                                   | Match amical                              | Titulaire.                                                               |
| 13                                        | 29 mai 1996                               | Stade de la Meinau, Strasbourg, France          | Finlande                                  | V 2 - 0                                   | Match amical                              | Titulaire.                                                               |
| 14                                        | 9 novembre 1996                           | Parken Stadium, Copenhague, Danemark            | Danemark                                  | D 0 - 1                                   | Match amical                              | Titulaire, remplacé par Patrice Loko à la 62e minute.                    |

### Entraîneur

#### En club
Tableau de statistiques des équipes entraînées par Corentin Martins.
Mise à jour au 27 mars 2016.
| Saison      | Club              | Championnat | Championnat | Championnat | Championnat | Championnat | Coupes nationales | Coupes nationales | Coupes nationales | Coupes nationales | Supercoupe | Supercoupe | Supercoupe | Supercoupe | Compétition continentale | Compétition continentale | Compétition continentale | Compétition continentale | Compétition continentale | Total  | Total | Total | Total | % Victoires |
| Saison      | Club              | Division    | Matchs      | V           | N           | D           | Matchs            | V                 | N                 | D                 | Matchs     | V          | N          | D          | Type                     | Matchs                   | V                        | N                        | D                        | Matchs | V     | N     | D     | % Victoires |
| ----------- | ----------------- | ----------- | ----------- | ----------- | ----------- | ----------- | ----------------- | ----------------- | ----------------- | ----------------- | ---------- | ---------- | ---------- | ---------- | ------------------------ | ------------------------ | ------------------------ | ------------------------ | ------------------------ | ------ | ----- | ----- | ----- | ----------- |
| 2008 - 2009 | Stade brestois 29 | Ligue 2     | 3           | 3           | 0           | 0           | -                 | -                 | -                 | -                 | -          | -          | -          | -          | -                        | -                        | -                        | -                        | -                        | 3      | 3     | 0     | 0     | 100%        |
| 2011 - 2012 | Stade brestois 29 | Ligue 1     | 5           | 2           | 2           | 1           | -                 | -                 | -                 | -                 | -          | -          | -          | -          | -                        | -                        | -                        | -                        | -                        | 5      | 2     | 2     | 1     | 40%         |
| 2012 - 2013 | Stade brestois 29 | Ligue 1     | 8           | 0           | 0           | 8           | -                 | -                 | -                 | -                 | -          | -          | -          | -          | -                        | -                        | -                        | -                        | -                        | 8      | 0     | 0     | 8     | 0%          |
| Total       | Total             | Total       | 16          | 5           | 2           | 9           | -                 | -                 | -                 | -                 | -          | -          | -          | -          | -                        | -                        | -                        | -                        | -                        | 16     | 5     | 2     | 9     | 31%         |

#### En sélection
Mise à jour au 10 octobre 2021.
| Saison | Équipe     | Matchs | V  | N  | D  | BP | BC | Vic.% | Nul.% | Déf.% |
| 2014   | Mauritanie | 1      | 0  | 0  | 1  | 0  | 5  | 0 %   | 0 %   | 100 % |
| 2015   | Mauritanie | 12     | 5  | 2  | 5  | 18 | 12 | 42 %  | 16 %  | 42 %  |
| 2016   | Mauritanie | 7      | 2  | 3  | 2  | 5  | 7  | 28 %  | 44 %  | 28 %  |
| 2017   | Mauritanie | 11     | 5  | 1  | 5  | 10 | 12 | 45 %  | 10 %  | 45 %  |
| 2018   | Mauritanie | 8      | 4  | 0  | 4  | 8  | 11 | 50 %  | 0 %   | 50 %  |
| 2019   | Mauritanie | 15     | 3  | 6  | 6  | 10 | 16 | 20 %  | 40 %  | 40 %  |
| 2020   | Mauritanie | 3      | 1  | 1  | 1  | 4  | 5  | 33 %  | 33 %  | 33 %  |
| 2021   | Mauritanie | 9      | 3  | 2  | 4  | 6  | 10 | 33 %  | 22 %  | 44 %  |
| Total  | Total      | 66     | 23 | 15 | 28 | 61 | 78 | 35 %  | 23 %  | 42 %  |

## Palmarès

### En club
- Champion de France en 1996 avec l'AJ Auxerre
- Vainqueur de la Coupe de France en 1994 et en 1996 avec l'AJ Auxerre et en 2001 avec le RC Strasbourg

### En sélection
Équipe de France
- 14 sélections et 1 but entre 1993 et 1996[20]
- Vainqueur de la Coupe Kirin en 1994

Équipe de Bretagne
- 1 sélection le 30 décembre 1988 (Bretagne - États-Unis, à Brest)

### Records
- Fait partie de l'équipe de France qui dispute 30 matchs sans défaite (entre février 1994 et octobre 1996)